# Auteuil (Oise)
Auteuil è un comune francese di 596 abitanti situato nel dipartimento dell'Oise della regione dell'Alta Francia.

## Società

### Evoluzione demografica
Abitanti censiti